# هری گرگوری (بازیکن فوتبال، زاده۱۹۴۳)
هری گرگوری (انگلیسی: Harry Gregory; ۲۳ اکتبر ۱۹۴۳ – ۶ ژوئن ۲۰۱۶) بازیکن فوتبال اهل بریتانیا بود.
از باشگاه‌هایی که در آن بازی کرده‌است می‌توان به باشگاه فوتبال استون ویلا و باشگاه فوتبال هرفورد یونایتد اشاره کرد.